# Meunasah Kulam (Meurah Dua)
Meunasah Kulam is een bestuurslaag in het regentschap Pidie Jaya van de provincie Atjeh, Indonesië. Meunasah Kulam telt 508 inwoners (volkstelling 2010).